# Федосенко, Владимир Владимирович
Влади́мир Влади́мирович Федосе́нко (8 февраля 1990, Брюховецкая) — российский гребец-каноист. Чемпион мира, многократный победитель национальных и молодёжных регат. На соревнованиях представляет Краснодарский край и спортивное общество «Динамо», мастер спорта международного класса.

## Биография
Владимир Федосенко родился 8 февраля 1990 года в станице Брюховецкая, Краснодарский край. Активно заниматься греблей начал в раннем детстве по наставлению отца, проходил подготовку на местной гребной базе под руководством тренера П. А. Петрова, состоял в гребной команде спортивного общества «Динамо». Первого серьёзного успеха добился на юниорском чемпионате Европы 2008 года в Сегеде, победив в заездах четырёхместных экипажей на пятистах и тысяче метров.
Впервые заявил о себе на взрослом уровне в сезоне 2011 года, когда одержал победу на молодёжном чемпионате Европы в Загребе и на взрослом чемпионате России — среди каноэ-одиночек на дистанции 500 метров. Благодаря череде удачных выступлений удостоился права защищать честь страны на чемпионате мира в венгерском Сегеде и в той же дисциплине завоевал золотую медаль. Кроме того, совместно с земляком Виктором Мелантьевым вышел в финал парного километрового разряда, однако в решающей гонке финишировал лишь четвёртым, уступив пьедестал командам Белоруссии, Румынии и Венгрии. Позже они с Мелантьевым заняли первое место на «Президентской регате» в Краснодаре, были лучшими в зачёте каноэ-двоек на дистанции 1000 метров, после чего получали награды лично из рук президента Дмитрия Медведева. За эти выдающиеся достижения по итогам сезона Федосенко признан мастером спорта международного класса.
В 2012 году на молодёжном чемпионате Европы в польской Познани стал серебряным призёром среди каноэ-четвёрок на 500 и 1000 метров. Участвовал в летней Универсиаде 2013 года в Казани, в составе четырёхместного экипажа выиграл здесь серебро на километровой дистанции. На чемпионате России 2014 года в Москве занял третье место в зачёте каноэ-одиночек на пятикилометровой дистанции.